# Génocide grec pontique

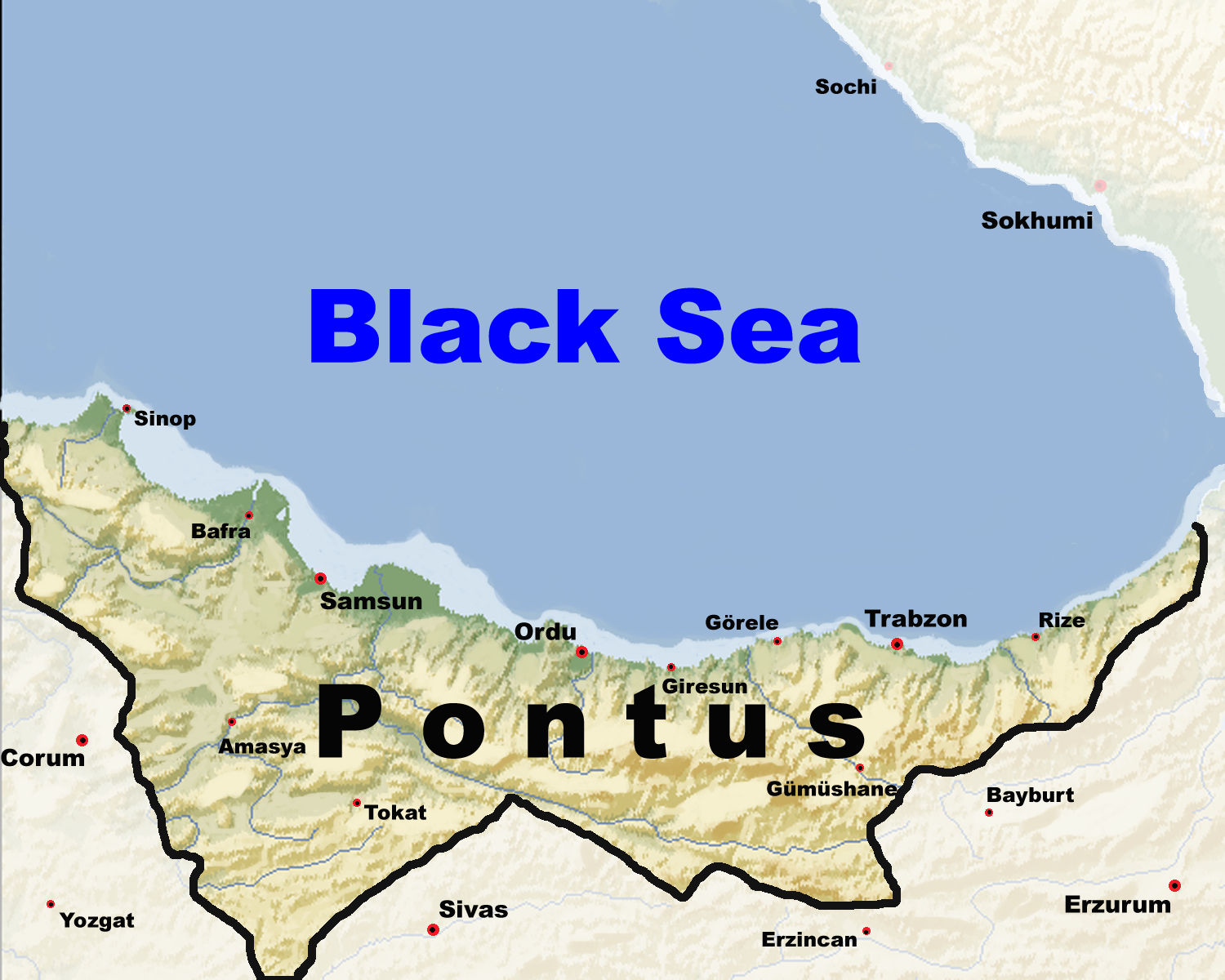
Le pays du Pont.

L’expression génocide grec pontique,, (en grec moderne : Γενοκτονία των Ελλήνων του Πόντου, et en turc : Rum Soykırımı) est utilisée pour définir l’histoire des Grecs pontiques pendant et après la Première Guerre mondiale. Le fait qu’il y ait eu ou non génocide fait encore débat entre la Turquie et la Grèce ; l'ONU n'a pas tranché. On fait aussi allusion à la Tragédie pontique, l’Extermination pontique et aux Atrocités commises par les Turcs dans le Pont et l’Asie mineure. Ces termes se réfèrent aux persécutions, aux massacres, aux expulsions ainsi qu’aux migrations forcées infligées par le gouvernement jeune-turc aux Grecs pontiques au début du XXe siècle ; ces massacres, suivant ceux des Arméniens et des Assyriens, répondent à la définition de génocide proposée par le juriste Raphael Lemkin en 1943,,.
La Grèce, la république de Chypre et l'Arménie ont officiellement reconnu le génocide en 1994 et ont déclaré le 19 mai comme date commémorative. Les États américains de la Caroline du Sud, du New Jersey, de Floride, du Massachusetts, de Pennsylvanie et de l’Illinois ont aussi voté des résolutions reconnaissant le génocide. Cependant, les États des États-Unis n’ayant pas de prérogatives en matière de politique extérieure, ces résolutions ne sont pas reconnues au niveau fédéral. L’Arménie a reconnu officiellement le 24 mars 2015 le génocide grec pontique et le génocide assyrien,.
Le gouvernement turc rejette le terme de génocide. Le choix du 19 mai pour la commémoration de cet événement est perçu comme une provocation, car c’est un jour de fête nationale en Turquie,.

## Contexte

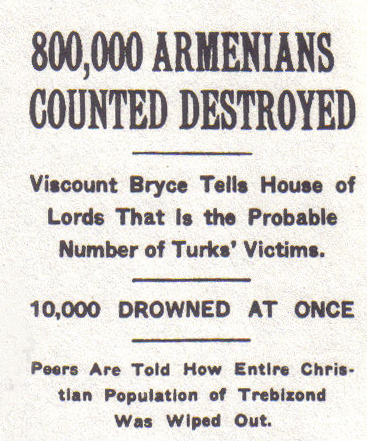
La une du New York Times informant que la population chrétienne de Trabzon a été « éradiquée ».

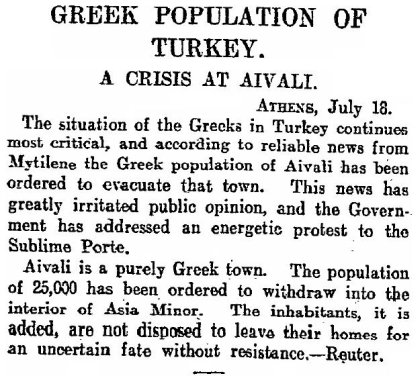
Article publié par le journal The Scotsman le 25 juillet 1915.

Selon la Ligue Internationale pour les Droits et la Libération des Peuples, entre 1916 et 1923, près de 350 000 Grecs originaires du Pont furent massacrés. Merrill D. Peterson indique 360 000 victimes. Selon G.K. Valavanis, « la perte de vies humaines parmi les Grecs Pontiques, depuis la Grande Guerre jusqu’à mars 1924 peut être évaluée à 353 238 à la suite des meurtres et des pendaisons, ainsi que de la famine et des maladies ». Le journaliste et historien grec Tassos Kostopoulos a démontré que ce nombre était le résultat de l'addition arbitraire de 50 000 de morts à un nombre de 303 238, présenté dans un pamphlet grec de 1922 destiné à sensibiliser l'opinion commune concernant la persécution des Grecs d'Asie Mineure. Le pamphlet parlait de 303 238 déplacés, mais Valavanis les a faussement représentés comme des personnes exterminées. Le nombre de 350 000 morts, établi par Valavanis déjà en 1925, a été reproduit par des activistes grecs Pontiques nombreux et a acquis un statut officiel, étant mentionné dans presque toutes les cérémonies commémoratives. Kostopoulos estime le nombre des Grecs de Pontus exterminés de 1912 jusqu'à 1924 à environ 100 000-150 000 morts. Selon un conseiller auprès de l’armée allemande, Ismail Enver, le ministre turc de la défense aurait déclaré en 1915 qu’il voulait « résoudre le problème grec… de la même façon qu’il pensait avoir résolu le problème arménien ».
Les survivants se réfugièrent principalement en Russie impériale (qui devint par la suite l’Union soviétique) et dans une moindre mesure en Dobrogée roumaine. Les Grecs pontiques restés dans la région ottomane du Pont jusqu’à la fin de la guerre gréco-turque (1919-1922) furent expulsés vers la Grèce dans le cadre de l’échange forcé de populations entre la Grèce et la Turquie en 1922-1923, à l’exception d’une minorité qui se convertit à l’islam et se déclara turque.
Une des méthodes employées dans l’élimination systématique des Grecs fut la mise en place d’un service de travail obligatoire (Amele Taburları en turc, Τάγματα Εργασίας Tagmata Ergasias en grec),. Parmi ceux-là, beaucoup de jeunes et de personnes en bonne santé furent réquisitionnés pour des travaux forcés de terrassement pour l’administration ottomane pendant la Première Guerre mondiale, puis pour le gouvernement turc après la création de la république de Turquie. Le célèbre écrivain Elias Venezis a fait une description de la situation dans son livre Le nombre 31328 (Το Νούμερο 31328). Une recherche universitaire sur ces travaux forcés réalisée par le professeur Leyla Neyzi (en) de l’université de Sabancı (en), basée sur les journaux de Yaşar Paker, un juif de Turquie enrôlé de force lui aussi, n’indique pas de véritable volonté de génocide : en fait, les autorités turques ont exploité les populations indésirables sans égard pour leur survie, leur disparition n’étant ni planifiée, ni évitée.
Une autre variante de cette politique est celle de la marche forcée jusqu’à la mort des personnes âgées, des handicapés, des femmes et des enfants.
L’expression « massacres blancs » a été utilisée pour dénommer tous ces moyens indirects d’infliger la mort (famine, déportation, camp de concentration, etc.).

## Conséquences

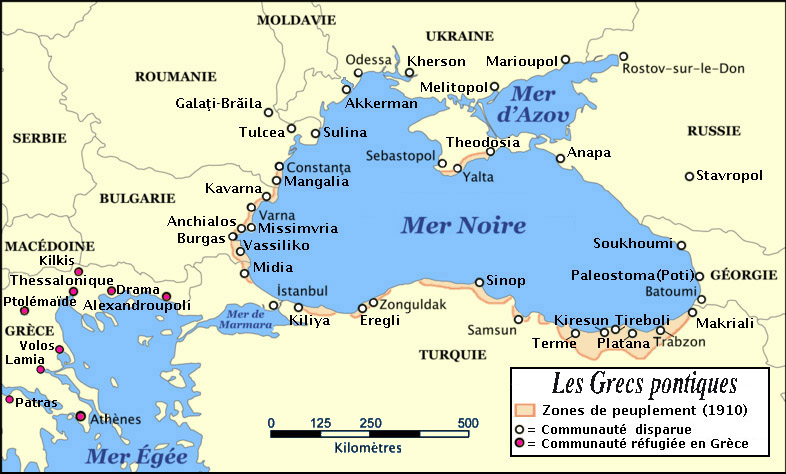
La répartition passée et présente des Grecs pontiques.

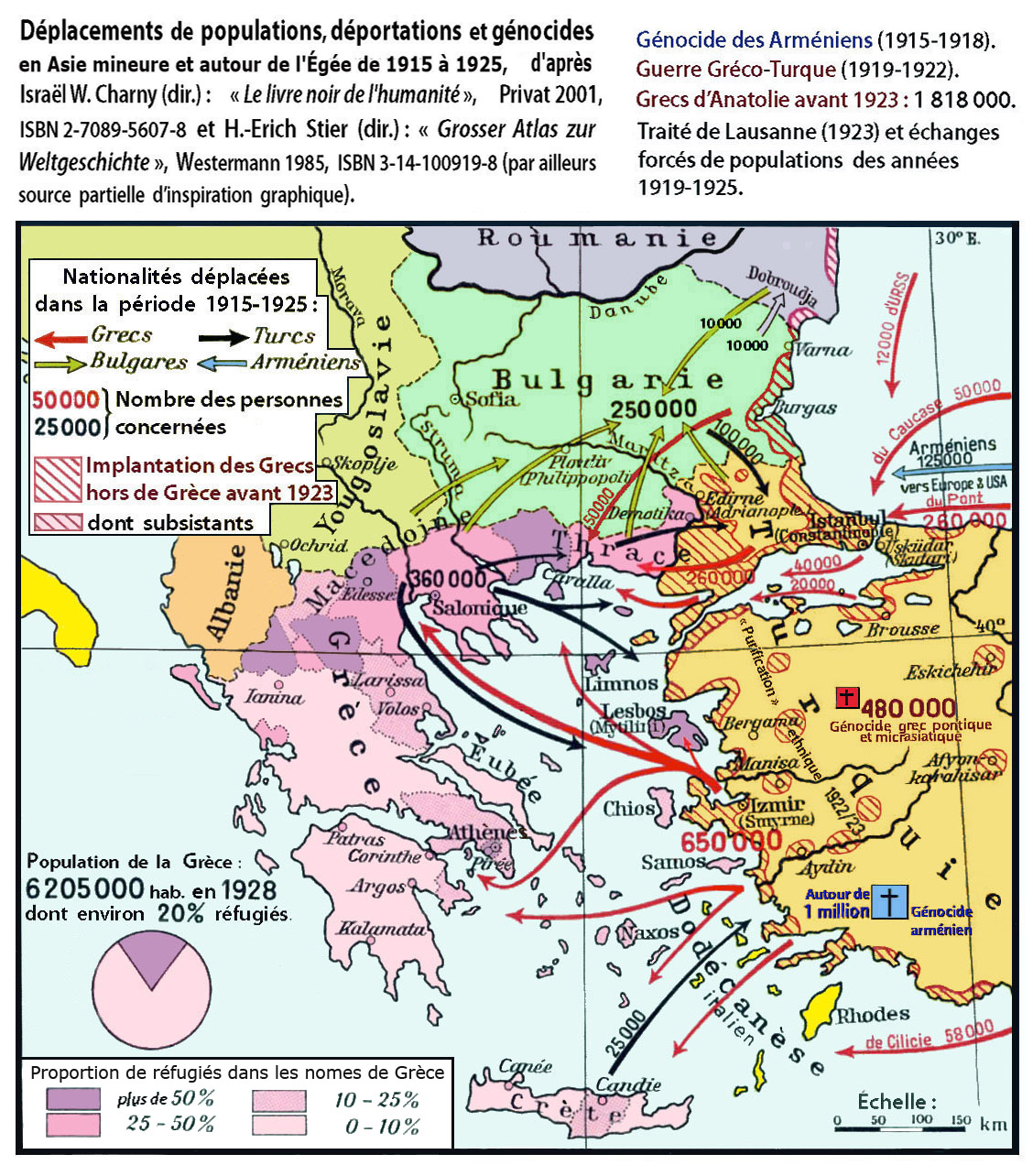
Conséquences démographiques du traité de Lausanne.

La migration forcée consécutive au traité de Lausanne a mené à une élimination presque totale de la présence de la population grecque d’Anatolie, et à une diminution importante de la présence turque en Grèce, notamment dans la région de Thessalonique. Il est impossible de déterminer combien de Grecs pontiques, ioniens ou autres moururent entre 1916 et 1923, et combien furent expulsés vers la Grèce ou d’autres pays, d’autant que certains ont transité par la Bulgarie ou la Roumanie à bord des bateaux du SMR ou bien par l’URSS (Grecs roméiques (en)). D’après G.W. Rendel, « … plus de 500 000 Grecs furent déportés, mais très peu survécurent ». Edward Hale Bierstadt indique que « selon un témoignage officiel, les Turcs ont massacré de sang-froid 1 500 000 Arméniens et 500 000 Grecs, femmes et enfants compris ». Selon Manus I. Mildrasky dans son livre The Killing Trap, l’estimation des Grecs d’Anatolie qui furent tués s’élève à approximativement 480 000. Il faut enfin remarquer qu’un nombre non négligeable de Pontiques se sont convertis à l’islam et ont déclaré être Turcs pour survivre et garder leurs biens, sans compter les enfants de familles pontiques tuées, qui ont été adoptés et élevés par des Turcs.
Horton fait remarquer que « la plus intelligente des réponses donnée par les responsables de la propagande turque fut que les chrétiens massacrés étaient aussi mauvais que leurs exécuteurs, que c’était du “50-50” ». Sur ce, il indique que « si les Grecs, après les massacres qui ont eu lieu à Smyrne et dans le Pont, avaient massacré tous les Turcs de Grèce, alors là, il y aurait véritablement eu un 50-50 — presque ». En tant que témoin, il salue les Grecs pour leur « attitude […] envers les milliers de Turcs habitant en Grèce, alors qu’en Anatolie les massacres continuaient allègrement… » ce qui, selon lui, est « un des plus beaux chapitres de l’histoire du pays ».

## Reconnaissance

### Grèce et Chypre

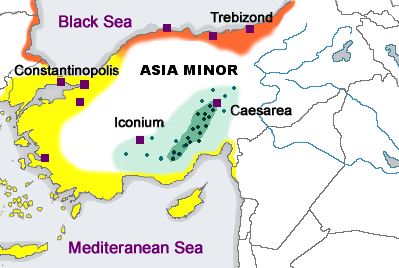
Population grecque en Anatolie en 1910 ; en jaune les locuteurs du grec moderne ; en orange les grecs pontiques ; en vert les grecs cappadociens.

C’est depuis 1994 que le Parlement hellénique emploie officiellement le mot génocide pour décrire ces événements et que la commémoration se fait le 19 mai. Cette décision a été prise à l’initiative de Michalis Charalambidis, ancien membre du PASOK (il est reconnu par certains comme étant « l’homme à l’origine de la reconnaissance du génocide des Grecs du Pont »). En 1998, la Ligue Internationale pour les Droits et la Libération des Peuples avait déposé une requête au Haut-Commissariat des Nations unies aux droits de l'homme pour cette même reconnaissance,.

### Turquie
La Turquie maintient que les événements ayant eu lieu à cette période ne peuvent être considérés comme étant un génocide. Ankara a déclaré que « le soi-disant « génocide » de la minorité grecque par les Turcs n’a aucune base historique ; il s'agit de tragédies de guerre liées à l’invasion russe et aux projets de dépeçage de l’Empire ottoman ». Le 19 mai est une fête nationale en Turquie, en souvenir du jour où Mustafa Kemal Paşa a déclaré vouloir mener sa guerre d’indépendance à Samsun. Le ministre des Affaires étrangères a déclaré qu’il « protestait contre cette résolution ». « Non seulement le Parlement de la Grèce, qui devrait surtout faire ses excuses à la Turquie à la suite des massacres et des destructions perpétrées par les Grecs en Anatolie, soutient la traditionnelle politique de déformation de l’histoire de notre pays, mais il démontre que la mentalité expansionniste de la Grèce est toujours présente ». La commémoration du génocide le 19 mai est perçue en Turquie comme une provocation de la part des hommes politiques grecs. En 2006, à la suite de l’inauguration de deux monuments commémoratifs à Thessalonique, Aziz Kocaoğlu (en), le maire social-démocrate d’Izmir, a annulé la signature d’un accord de jumelage prévu entre İzmir et Thessalonique.
Colin Tatz (en), quant à lui, affirme que la Turquie dénie ces génocides afin de réaliser un rêve national :

« La Turquie, continuant son combat vieux de 95 ans pour devenir le berceau de la démocratie du Proche-Orient, fait tout ce qui est en son pouvoir pour dénier le génocide des Arméniens, des Assyriens et des Pontiques. »

### International
George E. Pataki, gouverneur de l’État de New York a instauré le Pontian Greek Genocide Remembrance Day le 19 mai 2002.
L’Arménie parle d’un « génocide des Grecs » dans son premier rapport pour la Charte européenne des langues régionales ou minoritaires du Conseil de l'Europe. Cette reconnaissance a été confirmée le 24 mars 2015 par un vote d’une résolution du parlement arménien à l’unanimité reconnaissant et condamnant le génocide des Grecs et des Assyriens dans l’Empire ottoman entre 1915 et 1923.
En Australie, le problème a été soulevé le 4 mai 2006 par la sénatrice Jenny Mikakos (en)[Où ?],,.
En juin 2006, Stephen Pound, membre de la chambre des communes britannique, a fait un lien entre le génocide arménien et celui des Grecs pontiques.
Le 11 mars 2010, le Parlement de Suède a officiellement reconnu « le génocide de 1915 contre les Arméniens, les Assyriens, Syriens et Chaldéens et les Grecs pontiques ».
Le 10 avril 2015, le parlement des Pays-Bas vote une résolution contraignante reconnaissant le génocide des Assyriens, Grecs et Arméniens par les Turcs ottomans pendant la Première Guerre mondiale.
Le 12 avril 2015, le Pape François déclare lors de la messe célébrée à l’occasion du centenaire du génocide arménien au Vatican : « Notre humanité a vécu, le siècle dernier, trois grandes tragédies inouïes : la première est celle qui est généralement considérée comme « le premier génocide du XXe siècle » ; elle a frappé votre peuple arménien – première nation chrétienne –, avec les Syriens catholiques et orthodoxes, les Assyriens, les Chaldéens et les Grecs. ». Le Pape proclame également à cette occasion Grégoire de Narek, saint d'origine arménienne, 36e docteur de l'Église,.

### Organisations non gouvernementales
L’Association internationale de recherche sur les génocides a reconnu le 16 mai 2007 ce génocide, au même titre que le génocide arménien et que le génocide assyrien.
En Allemagne, des organisations telles que Verein der Völkermordgegner e.V (i.e « Union contre le génocide ») ou Mit einer Stimme sprechen (i.e « Parler d’une seule voix ») ont pour but de faire reconnaître officiellement les génocides des minorités chrétiennes, que ce soit celui des Arméniens, des Pontiques, ou des Assyriens, perpétrés lors du régime de l’Empire ottoman.

### Raisons d’une reconnaissance limitée
L’ONU, le Parlement européen et le Conseil de l'Europe n'ont jamais évoqué le problème. D'après Constantin Fotiadès, professeur d’histoire de la Grèce moderne à l’université de Macédoine Occidentale, les raisons qui font que la reconnaissance du génocide est peu répandue sont les suivantes :
- le génocide pontique a été occulté à cause du génocide arménien qui l'a précédé ;
- le traité de Lausanne en 1923 ne fait aucune allusion à ces événements et a ainsi scellé le destin de la purification ethnique d'Asie mineure ;
- le traité gréco-turc signé en juin 1930 a obligé la Grèce à faire des concessions afin de préserver le sort des minorités grecques encore présentes en Turquie, notamment à Istanbul et dans l'île d'Imbros ;
- la Seconde Guerre mondiale, la guerre civile, ainsi que les tourmentes politiques qui ont suivi ont obligé la Grèce à se focaliser sur sa politique interne de survie socio-économique plutôt que de s'occuper de la reconnaissance du génocide.

### Filmographie
- En attendant les nuages (Bulutları Beklerken), film turco-grec de 2003, de Yeşim Ustaoğlu évoquant la tragédie du Pont.
- The Greek holocaust: 1915-1922, série documentaire de 2007, Customflix (ASIN B000QXCP54)